# 胡安奥里希
祖安奧列治，是秘鲁奇克拉约市的一个职业足球俱乐部。该队现参加秘鲁足球乙级联赛，主场位于埃利亚斯·阿吉雷体育场。

## 荣誉
- 秘鲁足球甲级联赛: 
  - 冠军: 2011
  - 亚军(1): 1968
- 秘魯盃
  - 冠军: 1997, 2007